# Bandera amaziga
La bandera amaziga (amazic: ⴰⵛⵏⵢⴰⵍ ⴰⵎⴰⵣⵉⵖ, Acenyal Amaziɣ) és la bandera proposada per representar els amazics. En l'actualitat la utilitzen àmpliament la majoria dels activistes amazics en deu estats africans. La bandera va ser inaugurada a Ouadhia, una ciutat de la Cabília situada a la província de Tizi Uzu, una wilaya d'Algèria, per un ancià mujàhid cabilenc anomenat Mohand Arav Bessaoud. Se'l considerava pare espiritual de l'amaziguisme i també va ser un escriptor i activista de la Revolució algeriana. Altres atribueixen la seva autoria a Youcef Medkour (més conegut com a Youcef Amazigh).

## Història
En la dècada de 1970 l'Acadèmia Berber (Agraw Imazighen) va proposar la primera bandera amaziga. El 1997 el Congrés Mundial Amazic va fer oficialitzar la bandera a Tafira, Las Palmas de Gran Canària, a Canàries, que anteriorment estaven habitades pels guanxes, un antic poble amazic.
La bandera es compon de bandes horitzontals blaves, verdes, i grogues de la mateixa altura, i una lletra tifinag, yaz o aza.

## Descripció
Cada color correspon a un aspecte de Tamazgha, el territori habitat pels amazics a l'Àfrica del Nord:
- El blau representa el Mediterrani i l'oceà Atlàntic;
- El verd representa la natura i la muntanya;
- El groc representa les sorres del desert del Sàhara.

El Yaz (ⵣ) simbolitza l'home lliure, que és el significat de la paraula amaziga amazigh, endònim dels amazics. És en vermell, el color de la vida, i també el color de la resistència.
Per tant, la bandera amaziga simbolitza tot el poble amazic, que viu en harmonia amb la seva terra, Tamazgha.